# 东亚唐棣
东亚唐棣（学名：Amelanchier asiatica）为蔷薇科唐棣属下的一个种。

## 延伸阅读
[在维基数据编辑]
 《欽定古今圖書集成·博物彙編·草木典·唐棣部》，出自陈梦雷《古今圖書集成》